# Pasquale Pozzessere
Pasquale Pozzessere (* 1957 in Lizzano) ist ein italienischer Filmregisseur und Drehbuchautor.

## Leben
Pozzessere brach sein  Medizinstudium ab und arbeitete als Skriptboy bei Pupi Avati sowie als Regieassistent Francesco Masellis. Nach der Inszenierung einiger Kurzfilme (Altre voci, Le sirene di carta) legte er 1992 mit Verso sud seinen Spielfilmerstling vor, der Antonella Ponziani (die dafür mit einem Silbernen Band ausgezeichnet wurde) und Stefano Dionisi in einer düster werdenden Umwelt zeigte. Auch der Folgefilm, Padre e figlio, erhielt mit seinem Thema zweier verblendeter Seelen große Aufmerksamkeit. 1997 erneuerte Pozzessere seine Wahl starker Themen: Testimone a rischio erzählt vom angsterfüllten Leben des Augenzeugen Pietro Nava der Ermordung Rosario Livatinos. Zwei Jahre darauf drehte er für das italienische Fernsehen die vierteilige Nachkriegsgeschichte La vita che verrà. 2005 wurde La porta delle 7 stelle in den Kinos gezeigt, eine mit schmerzhaften Opfern verbundene Suche nach einem abenteuerlichen Leben. Im Jahr darauf erfolgte eine Fernseh-Neuverfilmung von La provinviale. 2010 legte Pozzessere seine bislang jüngste Arbeit, Cocapop, vor.

## Filmografie
- 1992: Verso sud
- 1993: Padre e figlio
- 1997: Augenzeuge in Gefahr (Testimone a rischio)
- 1999: La vita che verrà (Fernsehfilm, 4 Teile)
- 2005: La porta delle 7 stelle
- 2006: La provinciale (Fernsehfilm)
- 2010: Cocapop